# Otis Spann

Otis Spann (21 de março de 1930 – 24 de abril de 1970 ) foi um músico de blues norte americano. Muitos o consideram como o melhor pianista de blues de Chicago depois da Segunda Guerra Mundial.

## Carreira
Nascido em Jackson, Mississippi, Otis Spann ficou famoso por seu estilo distinto de tocar piano. Filho de Frank Houston Spann e Josephine Erby, tinha 4 irmãos. Seu pai tocava piano, não profissionalmente, e sua mãe chegou a tocar guitarra com Memphis Minnie. Spann começou a tocar piano aos oito anos. Aos 14 anos, ele estava tocando em bandas nas proximidades da cidade de Jackson, encontrando mais inspiração na "Gramophone record" de Big Maceo Merriweather, que adotou o jovem pianista levando-o para Chicago em 1946. Algumas fontes afirmam que Spann se mudou para Chicago quando sua mãe moprreu em 1947, indo tocar no circuito de clubes de Chicago e trabalhar como estucador. Spann tocava sozinho e com o guitarrista Morris Pejoe, regularmente no clube "Tic Toc Lounge" antes de começar a tocar com Muddy Waters em 1952. Entretanto ele fez gravações periodicamente como artista solo, começando no meio da década de 50. Spann foi membro fixo da banda de Muddy Waters de 1952 até 1968 até sair e formar sua própria banda. Nesse período ele também fez sessões de gravação com outros músicos da Chess Records como Howlin' Wolf e Bo Diddley.
A única gravação de Spann pela Chess Records era o single "It Must Have Been the Devil" de 1954 com a participação de B.B. King na guitarra. Ele gravou uma sessão com o guitarrista Robert Lockwood, Jr. e o vocalista St. Louis Jimmy em 1960, que foi lançada como Otis Spann Is The Blues e Walking The Blues.
Foram feitas diversas gravações pela Storyville Records em 1963 em Copenhagen. Um repertório foi feita para o selo Decca Records do Reino Unido. No próximo ano ele acompanhou Muddy Waters e Eric Clapton e gravou o álbum dividindo os vocais com James Cotton.
No final da década de 60, ele participou de álbuns de Buddy Guy, Big Mama Thornton, Peter Green e Fleetwood Mac. Alguns vídeos de Spann tocando estão disponíveis em DVD, incluindo o "Newport Folk Festival" de 1960 e o "American Folk Blues Festival" de 1963.

## Morte
Otis Spann morreu aos 40 anos em Chicago no ano de 1970, vítima de câncer no fígado. Ele foi enterrado no "Burr Oak Cemetery" em Alsip, Illinois. Foi induzido ao Blues Hall of Fame em 1980.

## Discografia

### Solo
- Otis Spann is The Blues (1960)
- Goodmorning Mr Blues (1963)
- The Blues is Where It's At (lançado 1963)
- The Blues of Otis Spann (1964)
- The Blues Never Die! (1964)
- Chicago/The Blues/Today! Vol.1 (1966)
- The Bottom of the Blues (1968)
- Cracked Spanner Head (1969)
- The Biggest Thing Since Colossus (1969)
- Cryin' Time (gravado em 1968, lançado em 1970)
- Walking The Blues (gravado em 1960, lançado em 1972)
- Last Call: Live at Boston Tea Party (gravado em 1970, lançado em 2000)
- Complete Blue Horizon Sessions (gravado em 1969, lançado em 2006)

### Com outros artistas
- Robert Lockwood, Jr. - Is The Blues (1960)
- Muddy Waters - At Newport (1960)
- Lonnie Johnson - Portraits in Blues vol 6 (1963)
- "Brother" Waters & Eric Clapton - Raw Blues (gravado em 1964, lançado em 1967)
- Chicago/The Blues/Today! Vol. 2 (como parte do Jimmy Cotton Blues Quartet) (1966)
- Buddy Guy - A Man & The Blues (1968)
- Muddy Waters - Fathers & Sons (1969)
- Johnny Shines - Last Night's Dream (piano em "Pipeline Blues") (1969)
- Junior Wells - Southside Jam Blues (1969)
- Fleetwood Mac in Chicago/Blues Jam in Chicago, Vols. 1-2 (1969)
- Muddy Waters - Mud in Your Ear (1967, released 1973)
- Eddie "Cleanhead" Vinson - Bosses of the Blues, Vol. 2 (gravado em 1970, lançado em 1991)
- Floyd Jones & Eddie Taylor - Masters of Modern Blues, Vol. 3 (gravado em 1966, lançado em 1994)
- Muddy Waters & His Blues Band with Otis Spann - Live The Life (Live) (gravado em 1964, lançado em 1997)
- T-Bone Walker & Joe Turner - Super Black Blues, Vol. 1 (gravado em 1969, lançado em 2001)